# Жан Нойгауз
Жан Фредерік Нойгауз (фр. Jean Neuhaus; 1877—1953) — бельгійський підприємець, винахідник «корпусних цукерок». Онук Жана Нойгауза Старшого.
Народився в 1877 році в Брюсселі, в родині кондитера Фредеріка Нойгауза і Катерини Ежені Перен. У 1900 році одружився з Луїзою Агостіні.
Очоливши сімейну шоколадну компанію, Нойгауз у 1912 році винайшов та запустив у виробництво «корпусні цукерки» — шоколадні цукерки з начинкою, які отримали назву «бельгійського праліне».
У 2005 році Нойгауз голосуванням глядачів був включений до списку 100 найвидатніших бельгійців на шоу Les Plus Grands Belges.